# Xã Hempfield, Quận Westmoreland, Pennsylvania
Xã Hempfield (tiếng Anh: Hempfield Township) là một xã thuộc quận Westmoreland, tiểu bang Pennsylvania, Hoa Kỳ. Năm 2010, dân số của xã này là 43.241 người.